# Милић Кељановић
Милић Кeљановић (Коњуси, код Андријевице, 22. јун 1916 – Планина Трешњевак, 1942), учесник Народноослободилачке борбе и народни херој Југославије.

## Биографија
Родио се у селу Коњусима близу Андријевице у сељачкој породици. Основну школу је завршио у родном месту, а гимназију је похађао у Беранама и Подгорици, али је избачен због учешћа у радничким демонстрацијама у Подгорици које су завршене сукобом са полицијом. Породица му је обезбедила финансијска средства и завршава матуру у Руми, а након тога уписује Правни факултет Универзитета у Београду. Одмах се укључио у револуционарни покрет студената, мада је он већ тада био искусан. Учествовао је у свим студентским акцијама. Када је Немачка припојила Аустрију, одведен је у београдски затвор Главњачу, а приликом демонстрација 14. децембра 1939. године био је тешко рањен. У КПЈ је примљен 1940. године.
Након слома Краљевине Југославије организује прве герилске одреде и формира Коњушки одрес од 18 бораца, а он је вршио дужност политичког комесара. Истакао се са одредом у борби за ослобођење Андрејевице 17. јула 1941. године. У ослобођеној Андрејевици учествовао је у формирању Среског народноослободилачког одбора. Када је формиран Андријевички партизански батаљон постао је комесар прве чете. Батаљон је водио жестоке борбе против четника Павла Ђуришића почетком 1942. године. У борби на планини Трешњевику предводећи прву чету погинуо је Милић Кељановић.
Указом Президијума Народне скупштине ФНР Југославије, 20. децембра 1951. године, проглашен је за народног хероја.